# Ortles-Cevedale
El grupo de Ortles-Cevedale (en italiano; en alemán se dice Ortlergruppe) es una cadena montañosa de los Alpes Réticos meridionales. Se encuentra en la Italia septentrional entre el Trentino-Alto Adigio y Lombardía. El grupo está incluido en el parque nacional del Stelvio. Otro nombre con el que se conoce a los Alpes de Ortler son, en alemán, Ortler-Alpen) son una cordillera en el centro de los Alpes de Italia. Son considerados parte de los Alpes Orientales centrales o los Alpes Calizos Meridionales.
Los Alpes de Ortler están separador de la cordillera Livigno en el noroeste por el Paso Stelvio y el valle del río Adda (Valtellina); de la cordillera de Adamello-Presanella en el sur por el paso de Tonale; desde los Alpes de Ötztal en el noreste por el valle del Adigio superior (Vinschgau). La parte oeste del paso de Gavia también se llama Grupo Sobretta-Gavia.
Los Alpes de Ortler son irrigados por los ríos Adda, Oglio, Adigio y su afluente el Noce.

## Clasificación
Según la clasificación de la SOIUSA se trata de un supergrupo de la subsección Alpes del Ortles en la sección Alpes Réticos meridionales. Tienen como código el siguiente: II/C-28.I-A.
Según el AVE posee otros límites. En particular engloba la Cadela de la Magdalena y la Cadena Casina-Umbrail-Pizzo della Forcola que son atribuidas de la SOIUSA, respectivamente, a los Alpes de la Val di Non y a los Alpes de la Val Müstair. Constituye el grupo n.º 48a de 75 en los Alpes orientales.

## Características
Se trata de uno de los mayores grupos montuosos alpinos, con cimas que sobrepasan los tres mil metros de cota y numerosos glaciares. A los pies de las cimas mayores se encuentran algunas localidades turísticas estivas e invernales de importancia internacional, como Santa Caterina Valfurva y Bormio.

## Picos
Los principales picos de los Alpes de Ortler son:
| Pico (Italiano)   | (Alemán)             | metros | pies   |
| ----------------- | -------------------- | ------ | ------ |
| Ortles            | Ortler               | 3.905  | 12.811 |
| Gran Zebrù        | Königspitze          | 3.857  | 12.655 |
| Monte Cevedale    | Zufallspitze         | 3.774  | 12.382 |
| Monte Zebrù       |                      | 3.735  | 12.254 |
| Palón della Mare  |                      | 3.705  | 12.156 |
| Punta San Matteo  |                      | 3.692  | 12.113 |
| Monte Vioz        |                      | 3.645  | 11.959 |
| Punta Thurwieser  | Thurwieserspitze     | 3.641  | 11.946 |
| Pizzo Tresero     |                      | 3.602  | 11.818 |
| Cima Vertana      | Vertainspitze        | 3.541  | 11.618 |
| Punta delle Bàite | Tuckettspitze        | 3.458  | 11.346 |
| Cima Venezia      | Veneziaspitze        | 3.384  | 11.103 |
| Croda di Cengles  | Tschenglser Hochwand | 3.378  | 11.083 |
| Monte Confinale   |                      | 3.370  | 11.057 |
| Monte Sobretta    |                      | 3.296  | 10.814 |
| Piz Lad           |                      | 2.882  | 9.455  |

## Pasos
Los principales puertos de Ortler-Cevedale son:
| Paso de montaña           | ubicación                        | type      | altitud (m/ft) | altitud (m/ft) |
| ------------------------- | -------------------------------- | --------- | -------------- | -------------- |
| Hochjoch                  | Sulden al valle de Zebrù         | snow      | 3.536          | 11.602         |
| Paso de Vioz              | Santa Caterina Valfurva a Peio   | nieve     | 3.337          | 10.949         |
| Königsjoch                | Sulden a Santa Caterina          | nieve     | 3.295          | 10.811         |
| Paso de Cevedale          | Santa Caterina a Martell         | nieve     | 3.271          | 10.732         |
| Paso de Eissee            | Sulden a Martell                 | nieve     | 3.133          | 10.279         |
| Passo del Zebru           | Santa Caterina al valle de Zebrù | nieve     | 3.025          | 9.925          |
| Sallentjoch               | Martell a Bagni di Rabbi         | nieve     | 3.021          | 9.913          |
| Paso de Sforzellina       | Santa Caterina a Peio            | nieve     | 3.005          | 9.859          |
| Tabarettascharte          | Sulden a Trafoi                  | sendero   | 2.883          | 9.459          |
| Paso Stelvio/Stilfserjoch | Trafoi a Bormio                  | carretera | 2.760          | 9.055          |
| Paso de Gavia             | Santa Caterina a Ponte di Legno  | road      | 2.637          | 8.651          |

## Historia
Ortler-Cevedale eran parte del frente italiano durante la Primera Guerra Mundial. En esta zona, los austro-húngaros y los italianos lucharon una guerra de trincheras a altitudes por encima de los 3.000 m s. n. m. durante la mayor parte de la guerra. Aún pueden verse hoy en día algunas trincheras, y reliquias de guerra siguen encontrándose en la zona.